# Rhyacophila pongensis
Rhyacophila pongensis là một loài Trichoptera trong họ Rhyacophilidae. Chúng phân bố ở miền Cổ bắc.